# Kubo Shunman
Kubo Shunman (窪 俊満, 1757-1820) est un artiste ukiyo-e, auteur de peintures et d'estampes pendant l'ère Edo, au Japon.
Son œuvre la plus connue est l'hexaptyque Les Six Rivières de cristal (Les Six Tamagawa), dont un exemplaire, issu de l'ancienne collection Camondo, se trouve au Musée Guimet.

## Style

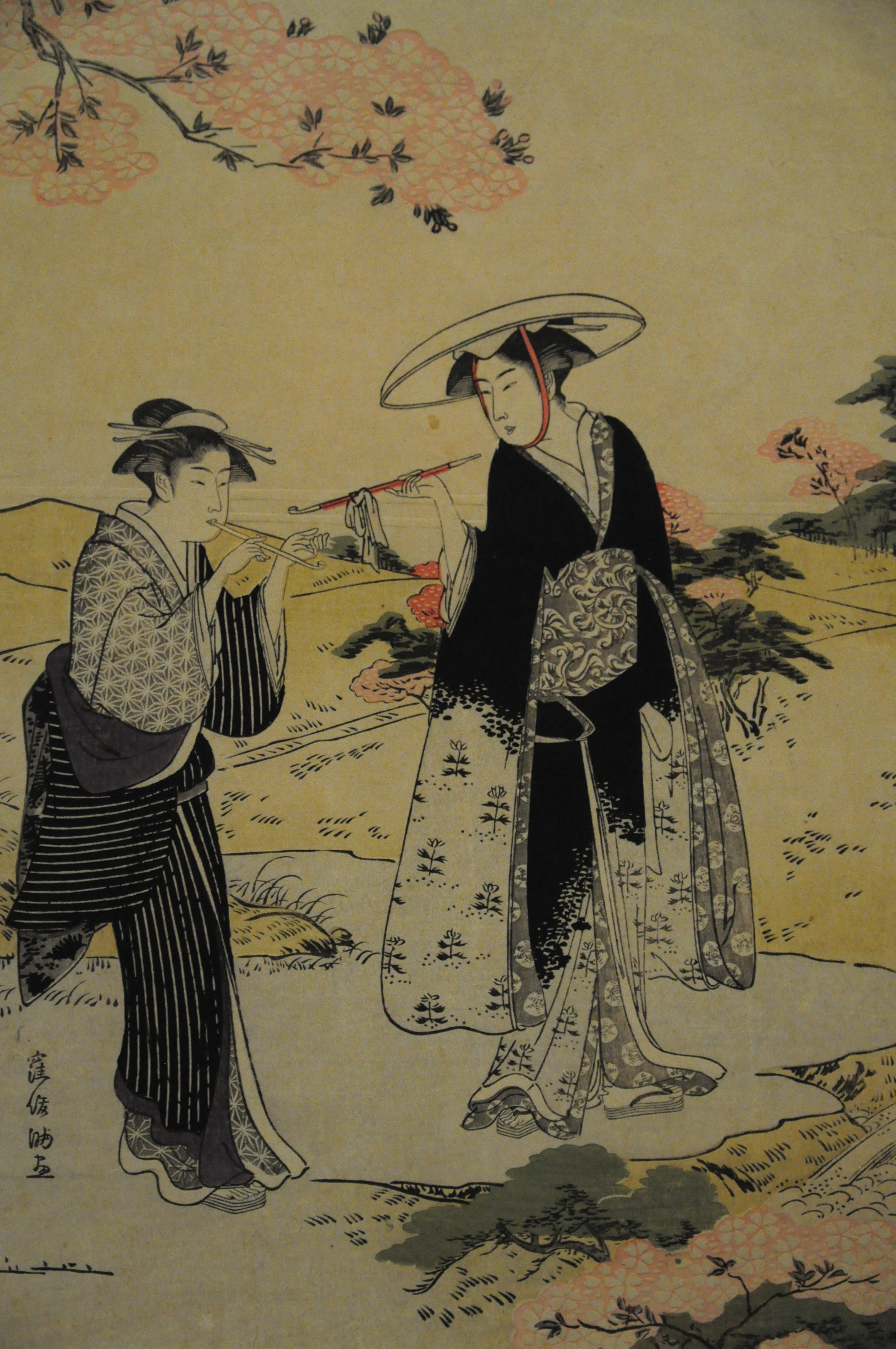
Femmes fumant sous un cerisier en fleurs. Estampe ukiyo-e par Kubo Shunman (1757-1820), au Musée national de Tokyo.

Son style, très proche de celui de Kiyonaga (même si Shunman travaille avec Shigemasa), est marqué par l'impact de la censure issue des réformes Kansei, qui limite le nombre de couleurs que l'on a alors le droit d'utiliser dans les estampes, conduisant à des images qui donnent une certaine impression de monochromie par le recours à de subtils dégradés de gris, comme on le voit dans l'un de ses chefs-d'œuvre, le triptyque de 1787 environ, Départ nocturne pour un concours de poésie. 
Mais indépendamment des contraintes nées de la censure, sa recherche d'atmosphère le mène cependant de toute façon vers l'utilisation de couleurs assourdies, où dominent les verts, les jaune pâle et les gris. 
Richard Lane a dit de lui que, dans ses meilleures réalisations, il est « une sorte de Kiyonaga perfectionné, ceci surtout grâce à sa puissance d'évocation d'une atmosphère ».

## Galerie

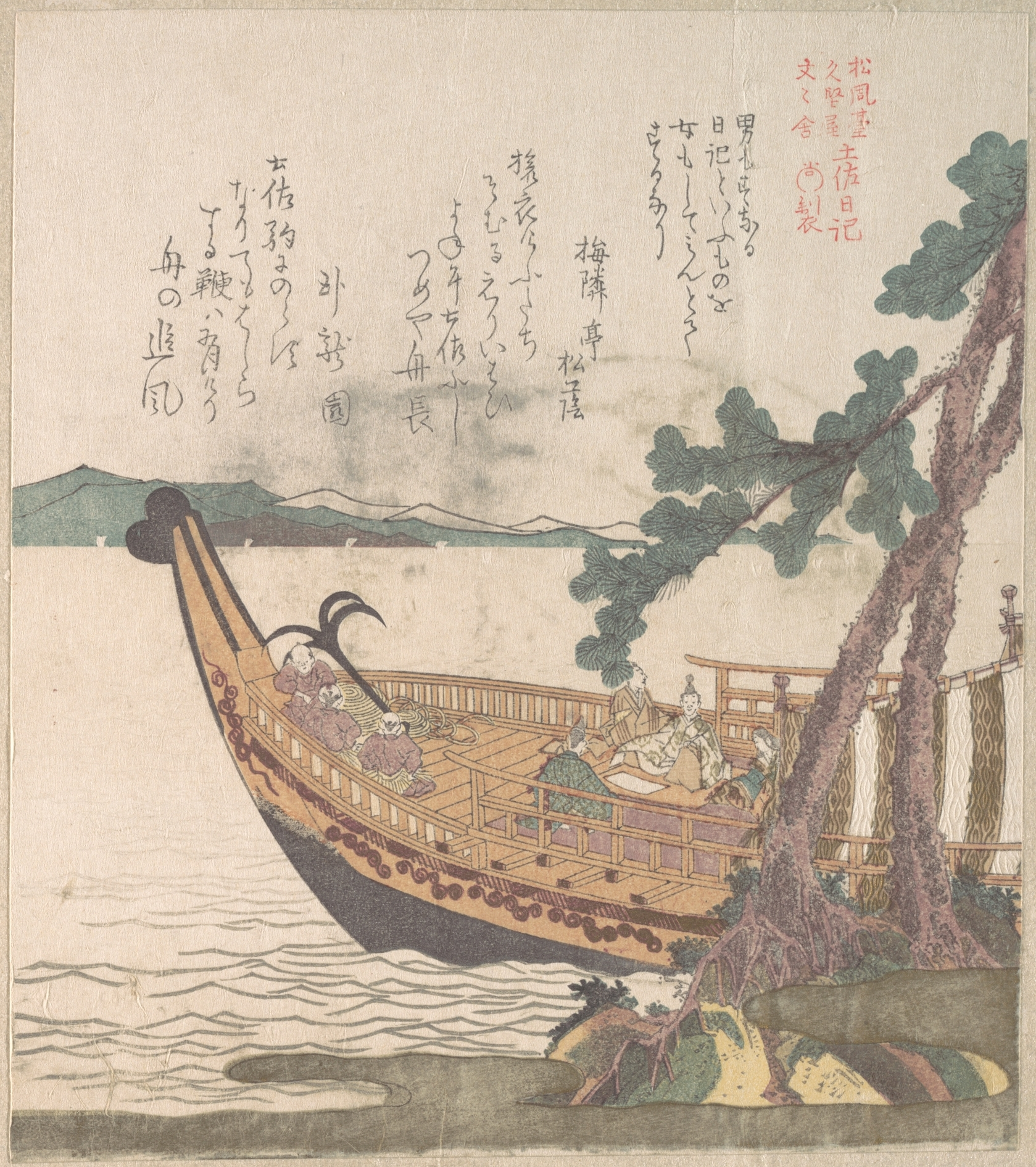
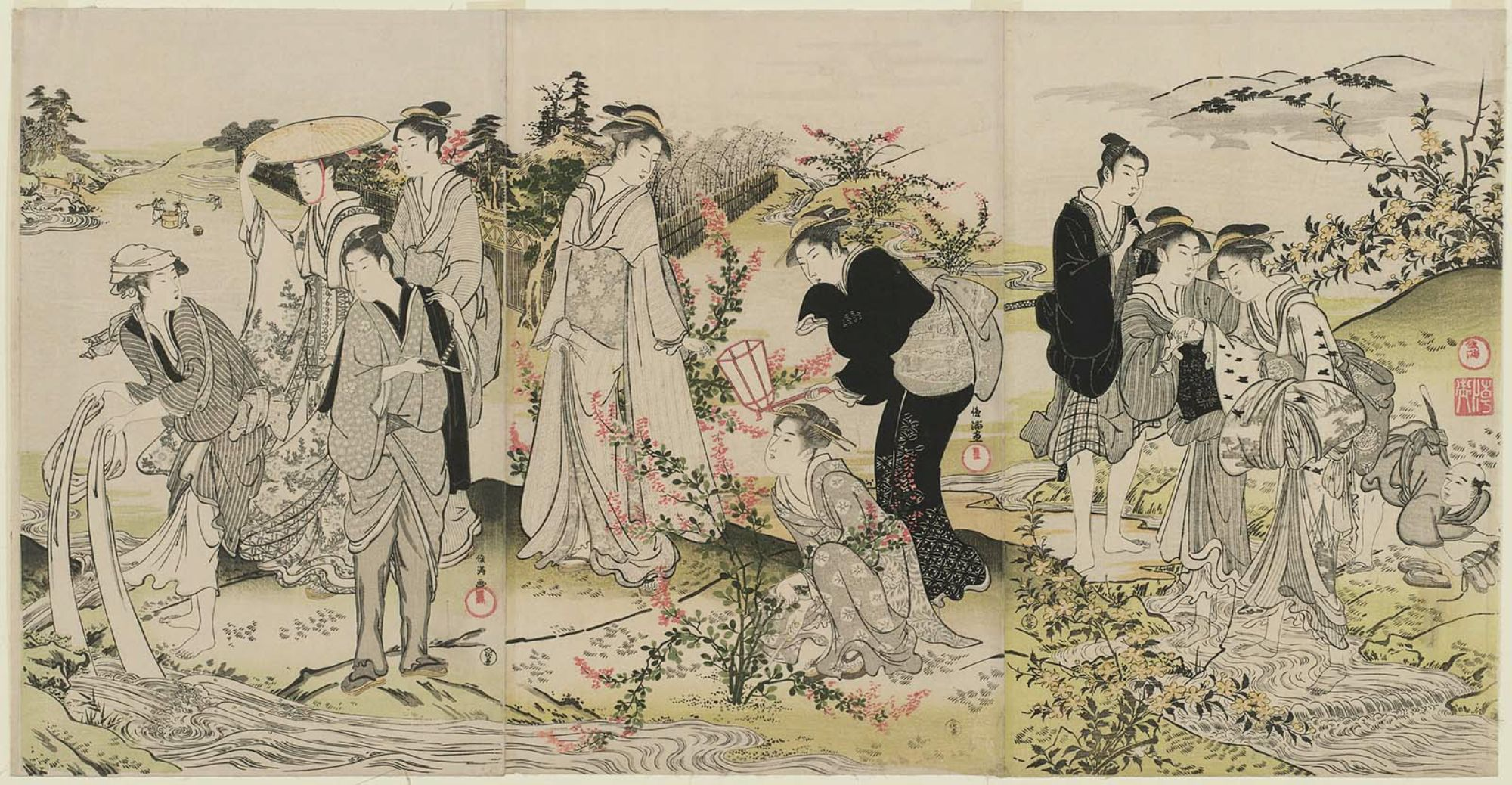
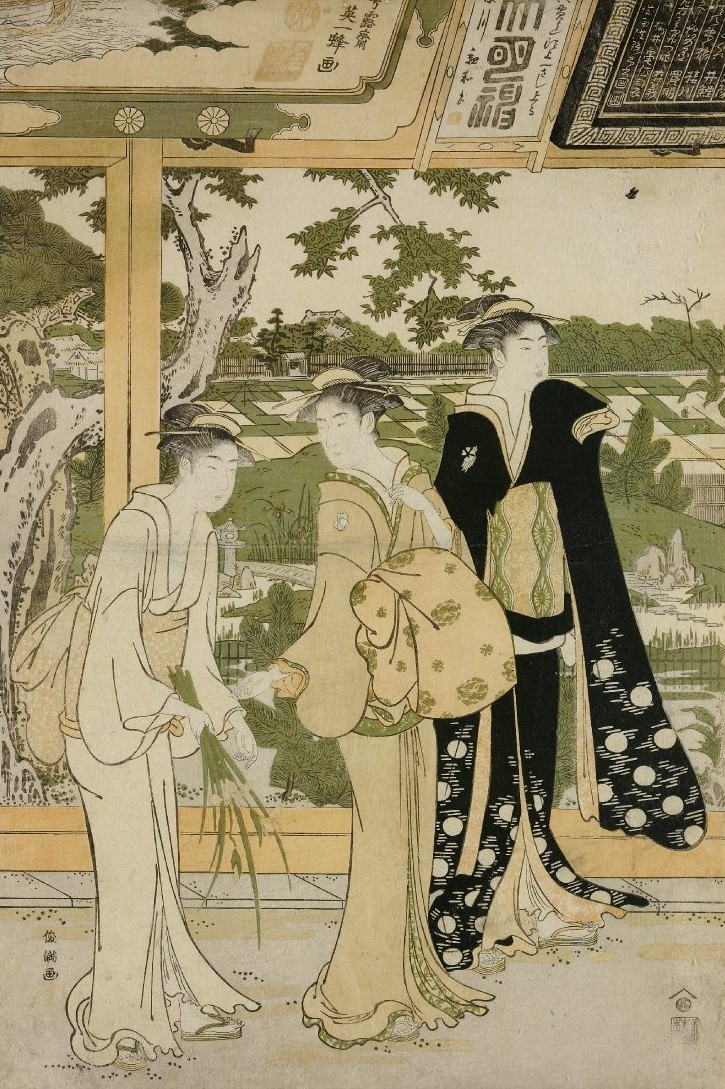
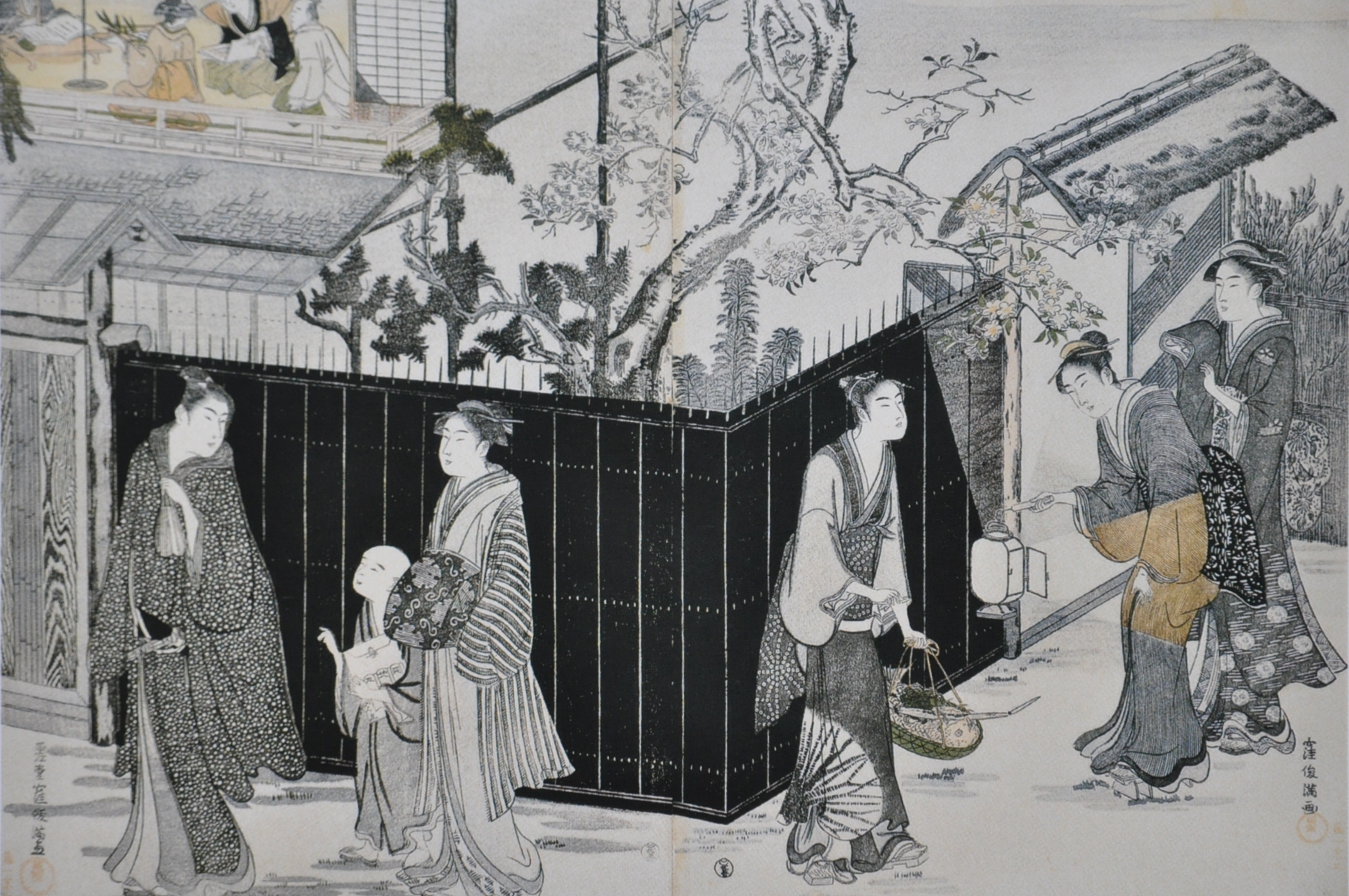
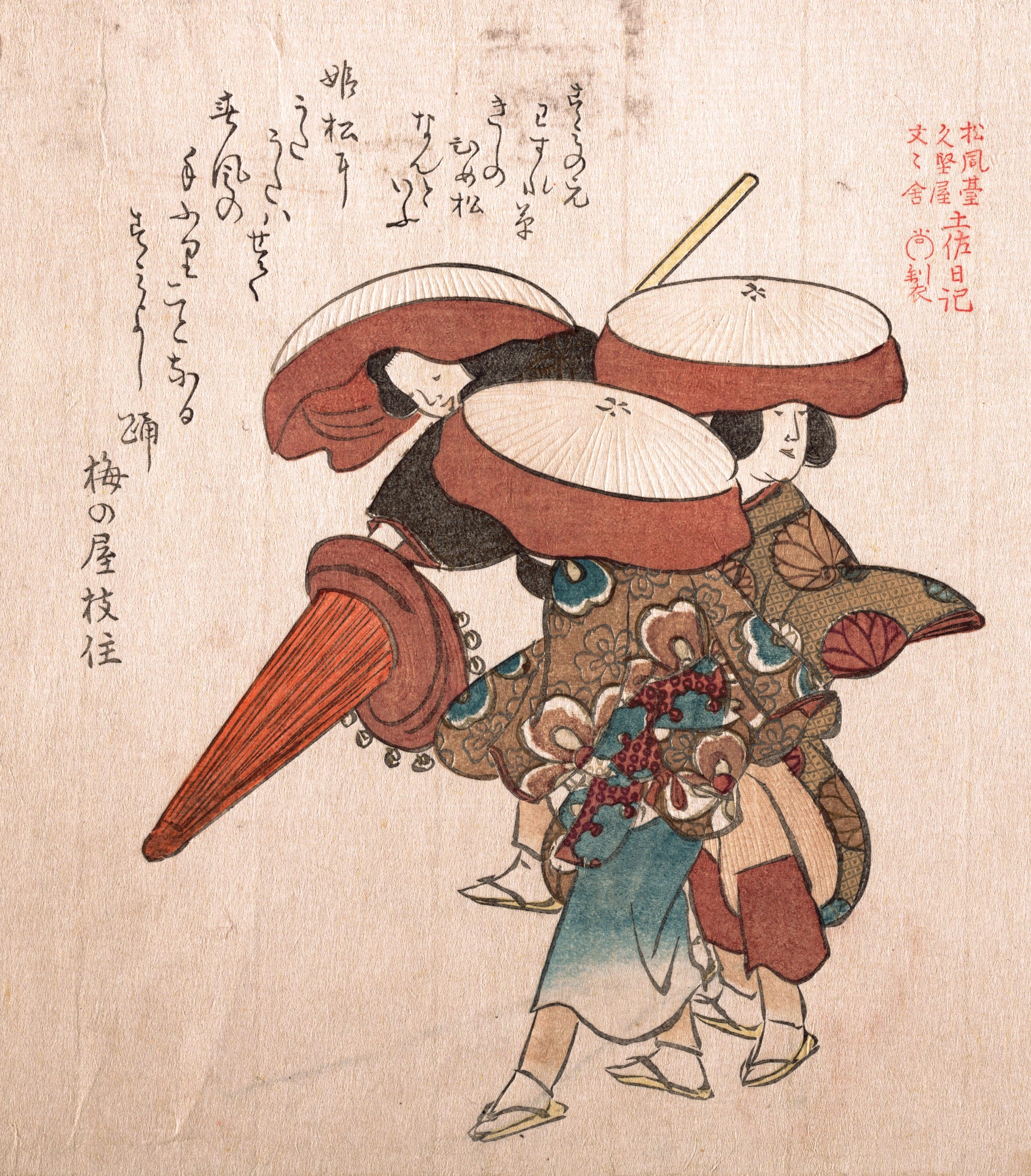
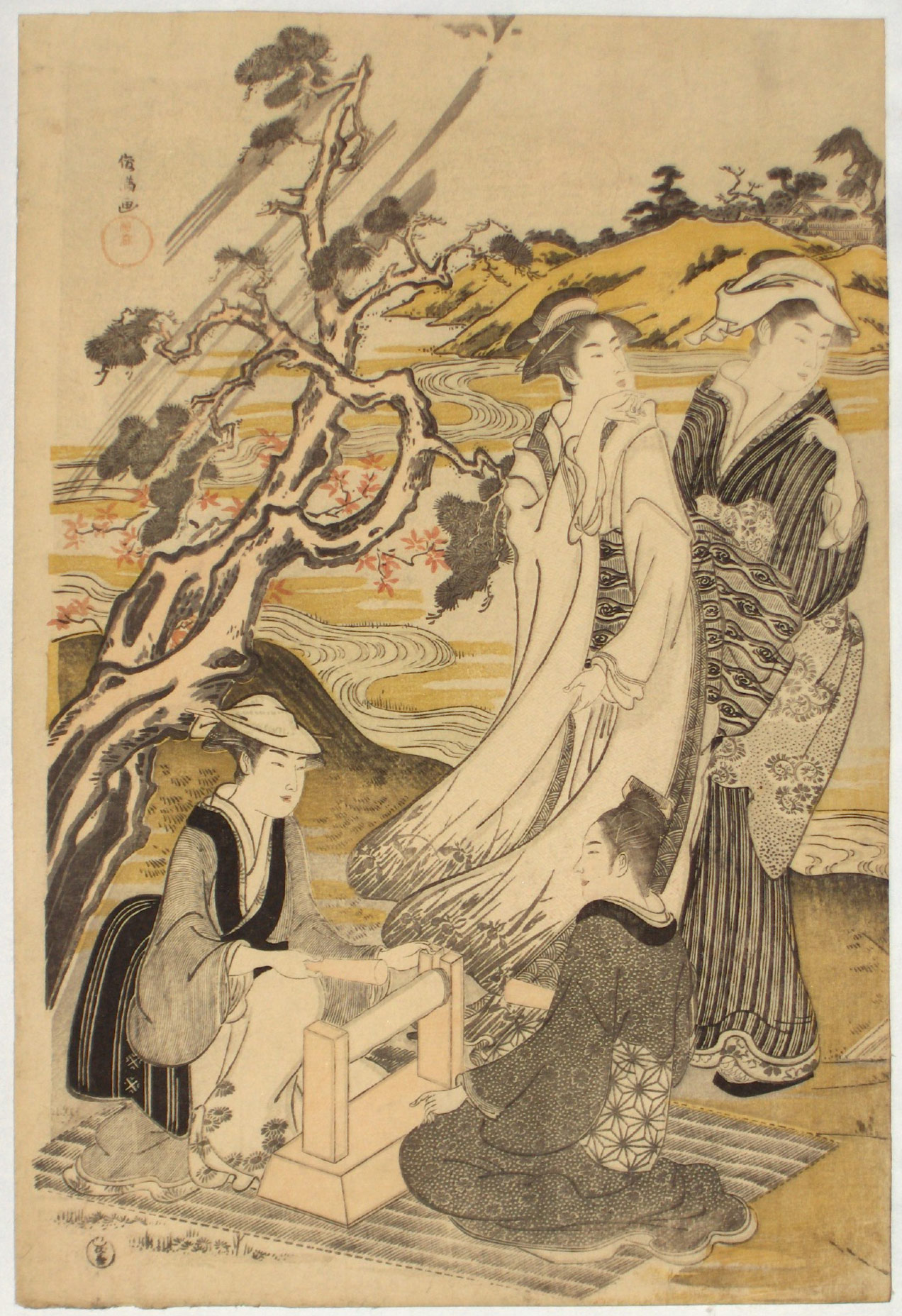